# Гиббонс, Иэн
Иэн Гиббонс (Ian Read Gibbons; 30 октября 1931, Великобритания — 30 января 2018, США) — британский биофизик и клеточный биолог.
Член Лондонского королевского общества (1983), доктор философии (1957), исследователь Калифорнийского университета в Беркли, до 1997 года профессор Гавайского университета, лауреат премии Шао (2017, совместно с Ronald Vale). Первооткрыватель динеина, чем наиболее известен.
В Кембриджском университете получил степени бакалавра физики (1954) и доктора философии по биофизике (1957). В 1957—1958 годах постдок в Пенсильванском университете. В 1958—1967 годах работал в Гарварде: исследовательский фелло, лектор, ассистент-профессор кафедры биологии. В 1967—1969 годах ассоциированный профессор, в 1969—1997 годах профессор биофизики Гавайского университета, откуда в 1997 году ушёл в отставку и перебрался в Калифорнийский университет в Беркли, в котором в 1997—2009 годах учёный-исследователь (работал в лаборатории эмерит-профессора Beth Burnside, которая закрылась в 2009 году), а с 2009 года приглашённый исследователь. В 1993—1996 годах руководил морской лабораторией Kewalo Marine Lab Гавайского университета в Маноа.
Супруга Барбара (ум. 2013) — биохимик; двое детей.

## Награды и отличия
- Стипендия Гуггенхайма (1973)
- Lezioni Lincei, Национальная академия деи Линчеи (1988)
- Медаль Уилсона, высшая награда Американского общества клеточной биологии (1994, совместно с супругой)
- Международная премия по биологии (1995)
- Премия Шао (2017, совместно с Ronald Vale)[3][4]